# 布兰丁 (犹他州)
布兰丁（英文：Blanding），是美国犹他州圣胡安县下属的一座城市。建市于 1887年，面积大约为13.08平方英里（33.9平方公里），海拔约为6,106英尺（1,861米）。根据2010年美国人口普查，该市有人口3,375人。